# Hôtel van der Gracht de Rommerswael
L'hôtel van der Gracht de Rommerswael est un hôtel particulier situé à Malines.

## Localisation
L'hôtel particulier est situé au Goswin de Stassartstraat 11-11A  à Malines.

## Historique
Le Hof van der Gracht de Rommerswael est un monument situé sur la Goswin de Stassartstraat à Malines. L'ancien hôtel Van der Gracht de Rommerswael appartenait en 1647 à Aurelius Carrega et en 1755 à Rogier-Filips, baron Van der Gracht de Rommerswael. 
En 1839-1840, la propriété est vendue par Louisa et Albertina Van der Gracht aux Clarisses. En 1844, une chapelle et un monastère sont construits derrière l'hôtel sur une conception de l'architecte F. J. Bouwens. Le bâtiment estachevé en 1845. 
La maison baroque possède un portail en arc rond et est classée monument depuis 1968.